# رود روزنستاين
رود جاي روزنستاين ( /ˈroʊzənˌstaɪn/  1965) هو محامٍ أمريكي شغل منصب نائب المدعي العام السابع والثلاثين للولايات المتحدة من أبريل 2017 حتى مايو 2019. قبل تعيينه، عمل وكيلًا للولايات المتحدة لمقاطعة ماريلاند [الإنجليزية]. وفي وقت تأكيده نائبًا للمدعي العام في أبريل 2017، كان المدعي العام الأمريكي الأطول خدمة. رُشح روزنستاين أيضًا لعضوية محكمة الاستئناف الأمريكية للدائرة الرابعة ‏ في عام 2007، لكن ترشيحه لم ينظر فيه مجلس الشيوخ الأمريكي مطلقًا.
رشح الرئيس دونالد ترامب روزنستاين لمنصب نائب المدعي العام في 1 فبراير 2017. صادق مجلس الشيوخ الأمريكي في 25 أبريل 2017 على تثبيت روزنستاين. في مايو 2017، بناءً على طلب ترامب، كتب مذكرة استشهد بها ترامب بعد ذلك كأساس لقراره بإقالة مدير مكتب التحقيقات الفيدرالي جيمس كومي.
في مايو 2018، ورد أن روزنستاين أخبر المدعين العامين الأمريكيين الخمسة في المناطق الواقعة على طول الحدود مع المكسيك أنه فيما يتعلق باللاجئين، لا ينبغي لهم «أن يرفضوا بشكل قاطع ملاحقات الهجرة للبالغين في الوحدات العائلية بسبب عمر الطفل». أدى التوجيه، الذي صدر كجزء من سياسة فصل العائلات لإدارة ترامب إلى فصل آلاف الأطفال الصغار عن والديهم، وكان الكثير منهم يطلبون اللجوء في الولايات المتحدة بعد فرارهم من العنف في أمريكا الوسطى [الإنجليزية].
بعد تنحي المدعي العام جيف سيشنز وإقالة كومي، عين روزنستاين روبرت مولر مستشارًا خاصًا للتحقيق في الروابط التي لا تعد ولا تحصى بين شركاء ترامب والمسؤولين والجواسيس الروس والمسائل ذات الصلة. وتولى روزنستاين في السابق السلطة على تحقيق مكتب التحقيقات الفيدرالي الموازي بعد أن تخلى سيشنز عن تصريحات مضللة أدلى بها أمام لجنة مجلس الشيوخ المعنية بالسلطة القضائية أثناء عملية تثبيته. وذكرت صحيفة نيويورك تايمز أن روزنستاين منع مكتب التحقيقات الفيدرالي ومولر من التحقيق في تعاملات ترامب الشخصية والمالية في روسيا. في 7 نوفمبر 2018، نقل ترامب هذه الرقابة إلى القائم بأعمال المدعي العام الأمريكي ماثيو ويتاكر ‏.
قدم روزنستاين استقالته من منصب نائب المدعي العام في 29 أبريل 2019، والتي دخلت حيز التنفيذ في 11 مايو 2019. انضم روزنستاين إلى مكتب المحاماة كينغ وسبالدينغ ‏ في العاصمة شريكًا في فريق "المسائل الخاصة والتحقيقات الحكومية" في يناير 2020.